# Zdzisław Puchała
Zdzisław Puchała (ur. w 1950 w Żyrardowie) – polski artysta fotograf, fotoreporter. Członek rzeczywisty i Artysta Fotoklubu Rzeczypospolitej Polskiej (AFRP). Członek założyciel, członek Zarządu Sandomierskiego Towarzystwa Pasjonatów Fotografii.

## Życiorys
Zdzisław Puchała związany (m.in.) z sandomierskim środowiskiem fotograficznym – mieszka i pracuje w Warszawie. Jest autorem i współautorem wielu wystaw fotograficznych; autorskich, zbiorowych, poplenerowych, pokonkursowych. Szczególne miejsce w jego twórczości zajmuje fotografia architektury, fotografia portretowa, fotografia pejzażowa, fotografia przyrodnicza, fotografia reportażowa, fotografia ślubna oraz makrofotografia. W 2010 roku (m.in. wspólnie z Ewą Sierokosz i Andrzejem Kozickim) był współtwórcą, współzałożycielem Sandomierskiego Towarzystwa Pasjonatów Fotografii. W 2010 roku Zdzisław Puchała został przyjęty w poczet członków rzeczywistych Fotoklubu Rzeczypospolitej Polskiej Stowarzyszenia Twórców. Decyzją Komisji Kwalifikacji Zawodowych Fotoklubu RP, otrzymał dyplom potwierdzający kwalifikacje do wykonywania zawodu artysty fotografa, fotografika (legitymacja nr 279). 
W 2016 roku został odznaczony Brązowym Medalem „Za Fotograficzną Twórczość”. W 2018 roku został uhonorowany Medalem „Za Zasługi dla Fotografii Polskiej” – odznaczeniem przyznawanym przez Kapitułę Fotoklubu Rzeczypospolitej Polskiej Stowarzyszenia Twórców – w 100. rocznicę odzyskania przez Polskę niepodległości.

## Odznaczenia
- Brązowy Medal „Za Fotograficzną Twórczość” (2016)[11][12]
- Medal „Za Zasługi dla Fotografii Polskiej” (2018)[13][14]